# Портрет подружжя Арнольфіні
«Портрет подружжя Арнольфіні» (нід. Portret van Giovanni Arnolfini en zijn vrouw) — картина Яна ван Ейка, перший відомий в європейському живописі парний портрет. 
Портрет було створено в Брюгге 1434 року, а з 1843 року він перебуває в Лондонській національній галереї (зал № 56, інв. NG186). Побутує думка, що на ньому зображені Джованні ді Ніколао Арнольфіні та його дружина, імовірно в їхньому будинку в Брюгге. У західній школі живопису північного відродження картина є одним з творів, які найскладніше інтерпретувати, а суперечки про те, хто зображений на картині продовжують по нині. 

## Історія портрета
Спочатку назва картини залишалася невідомою, тільки через сто років її вдалося з'ясувати за допомогою інвентарної книги: «Великий портрет Hernoult le Fin в кімнаті зі своєю дружиною». Hernoult le Fin є спотвореною французькою формою італійської прізвища Арнольфіні. Арнольфіні були великою купецькою та банкірською родиною, що мала в той час осідок у місті Брюгге. 

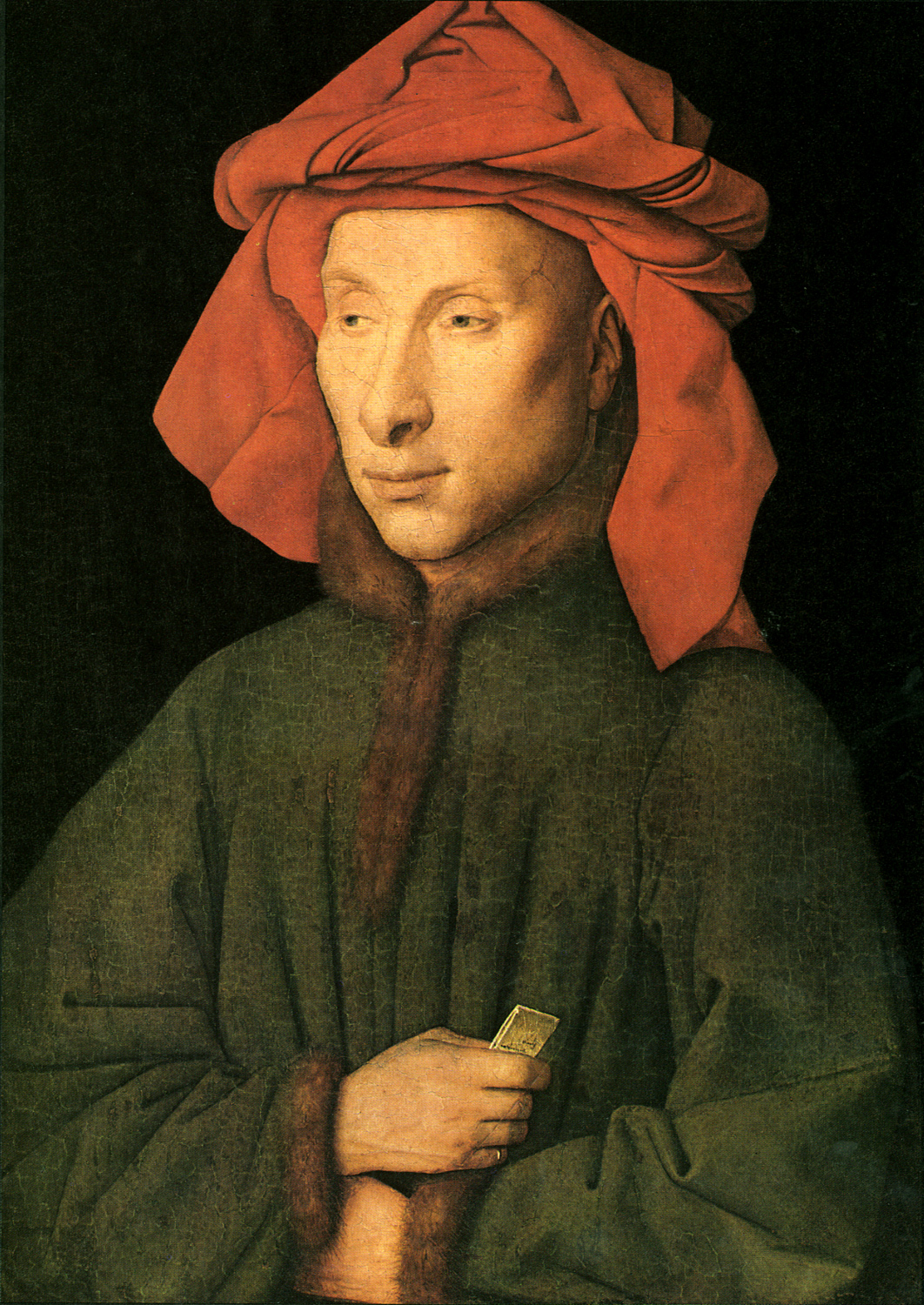
Портрет Джованні Арнольфіні пензля Яна ван Ейка, бл. 1435

### Італієць з Брюгге
Довгий час вважалося, що на картині зображені Джованні ді Арріджо Арнольфіні зі своєю дружиною Джованною Ченамі, але 1997 року було встановлено, що вони уклали шлюб 1447 року, на 13 років пізніше появи картини та через 6 років після смерті самого ван Ейка. Зараз вважається, що на картині зображені або Джованні ді Арріджо зі своєю попередньою дружиною або двоюрідний брат Джованні ді Арріджо — Джованні ді Ніколао Арнольфіні зі своєю дружиною, ім'я якої невідоме. Джованні ді Ніколао Арнольфіні був італійським купцем з Лукки, що мешкав у Брюгге з 1419 року. Існує інший його портрет роботи ван Ейка, що дозволяє припустити, що він був другом художника. 

Портрет Маргарити ван Ейк, 1439

Також деякими дослідниками, в тому числі і М.Андронніковою, висловлено припущення, що це автопортрет художника та його дружини Маргарити ван Ейк. 

## Техніка
Ян ван Ейк створив своє полотно з майже рефлектуючою поверхнею, використовуючи тонкі прозорі шари фарби, накладені один на одного. Це типова фламандська манера багатошарового письма, яка дозволяє досягти глибини та багатства кольору. Насичені блискучі фарби допомогли художнику підкреслити реалізм того, що зображається і показати багатство та матеріальні статки світу Арнольфіні. Ван Ейк використовував те, що олійні фарби висихають значно довше, ніж темпера і вдався до техніки мокрого по мокрому. Він наносив нові шари фарби на ще не висохлу поверхню, щоб досягти гри світла та тіні, що створює ілюзію тривимірного простору на картині. Він також передав ефект прямого та розсіяного світла, показавши як воно падає з вікна та рефлектує від різних поверхонь. Мистецтвознавці припускають, що він використовував збільшувальне скло, для того щоб зобразити найдрібніші деталі, такі як відблиски на бурштиновій вервиці, що висить поряд з дзеркалом. 

## Опис картини
Полотно створене 1434 року в Брюгге, що в ті часи було великим торговим центром Північної Європи. З Скандинавії привозили сюди ліс та хутра, зі Сходу через Геную та Венецію шовк, килими та прянощі, з Іспанії та Португалії лимони, інжир та апельсини. Брюгге був багатим містом, 
|  | найвідоміше місто на світі, уславлене своїми товарами та купцями, що в ньому живуть |

Так писав про нього Філіп III Добрий, з 1419 по 1467 герцог Бургундії. Адже Брюгге було головним портовим містом його герцогства.
Подружня пара, зображена на полотні ван Ейка, заможна. Це особливо помітно з одягу. Вона — у сукні, оздобленій хутром горностая, з довгим шлейфом, який при ході повинен був хтось нести. Пересуватися в такій сукні можна було лише зі слугами та маючи відповідні навички, які годі було набути поза аристократичними колами. Він — в мантії, облямованій чи скорше підбитій хутром норки або соболя, з боків з розрізом, що дозволяв вільно рухатися. Те, що ця людина не належить до аристократії, видно за його дерев'яними черевиками. Панове, щоб не заплямуватися вуличним брудом, їздили верхи або на ношах. 
Проте цей іноземний купець жив у Брюгге в аристократичній розкоші, у нього були східні килими, люстра, дзеркало, верхня частина вікна його будинку була засклена, і на столі у нього лежали дорогі апельсини. Одначе, кімната по-міському вузька. Ліжко домінує в обстановці, як то зазвичай в міських покоях. Удень завісу на ньому піднімали, і в кімнаті приймали гостей, сидячи на ліжку. Вночі завісу опускали, щоб утворився закритий простір, кімната в кімнаті. 

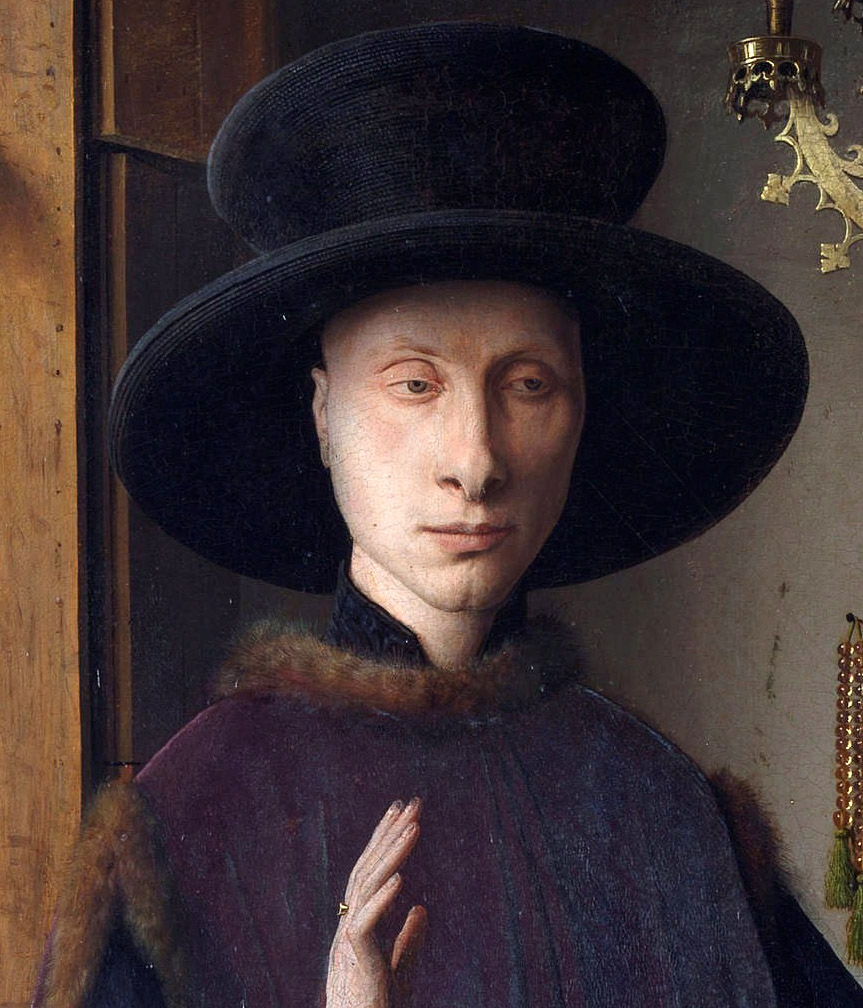
У той час носили циліндричні капелюхи велетенських розмірів

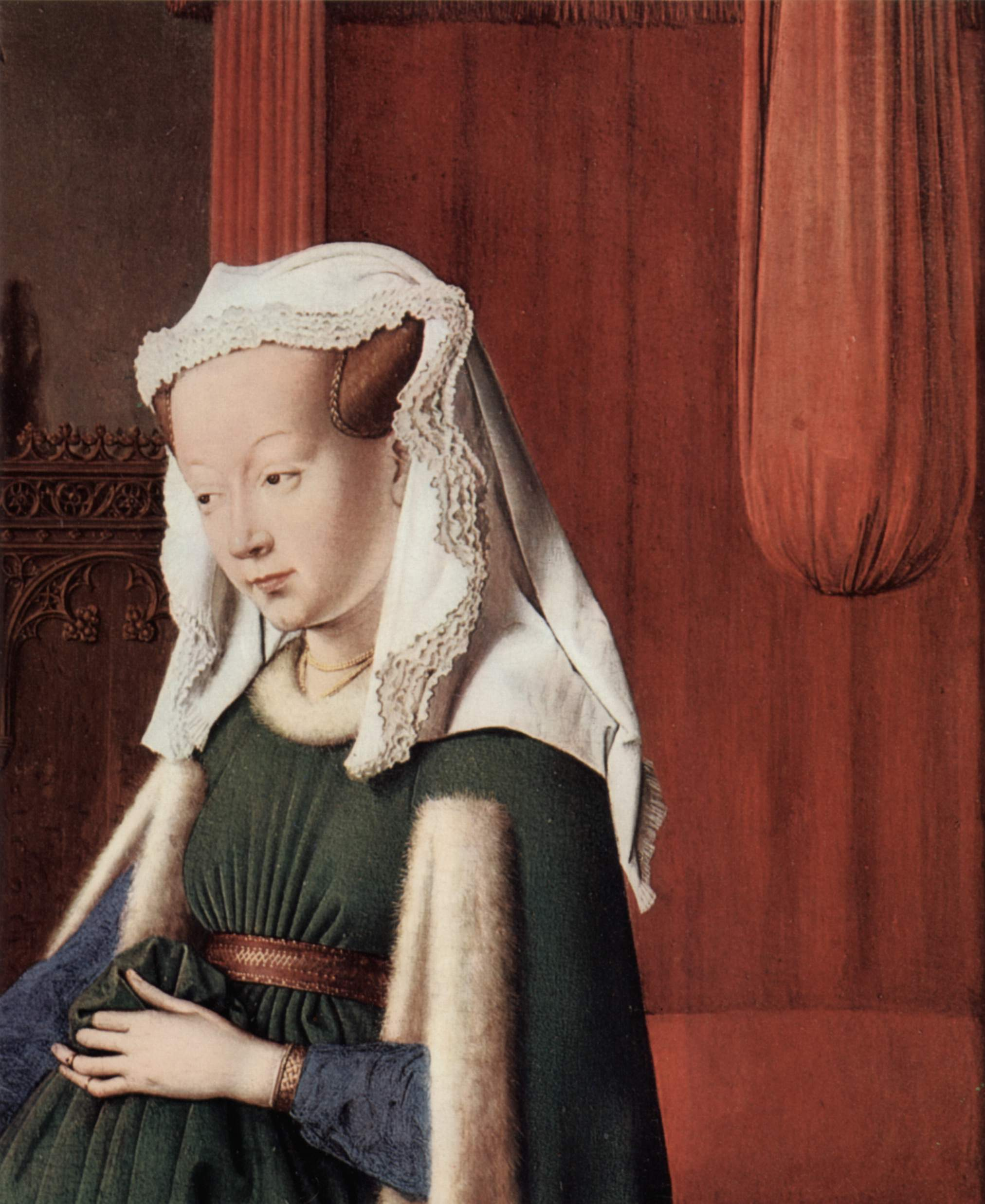
Її округлий живіт, можливо, не є ознакою вагітності

Жінка обережно кладе свою праву руку в ліву руку свого нареченого. Цей жест виглядає дуже церемоніально, художник зобразив його майже в центрі картини, надаючи йому, таким чином, особливого значення. Обидва стоять дуже урочисто в буденній обстановці, що навколо них, шлейф сукні у жінки акуратно розправлений, а чоловік підняв праву руку для клятви. З'єднання рук та слова клятви були за часів ван Ейка свідченням того, що відбувається шлюбна церемонія. 
У XV столітті ще не було потреби в присутності священика та свідків, аби поєднатися законним шлюбом. Це можна було зробити в будь-якому місці, наприклад, як тут — в спальні. Зазвичай наступного дня подружжя разом йшло до церкви і це було доказом того, що вони стали чоловіком та дружиною. Свідки, яких ми бачимо в дзеркалі, потрібні були для укладання письмового шлюбного контракту, що було звичайною справою для добре забезпечених людей.
Наречена на картині одягнена в розкішну святкову сукню. Біла весільна сукня увійшла в моду тільки з середини XIX століття. На думку деяких дослідників, її округлий живіт не є ознакою вагітності, а разом з високо підперезаними маленькими грудьми відповідає уявленням про еталон краси в епоху пізньої готики. Також кількість матерії, яку їй доводиться носити, відповідає моді того часу. На думку дослідників, це не більше ніж ритуальний жест, що мав символізувати плодючість, оскільки подвійний портрет був написаний з нагоди весілля цієї пари. 
У той же час поза руки жінки все ж допускає можливість того, що вона вагітна, але так само можливо, що вона підкотила поділ сукні. 
У той час в Європі панувала бургундська мода, що було пов'язано з потужним політичним та культурним впливом Бургундського герцогства. При бургундському дворі не тільки жіноча, але й чоловіча мода були доволі екстравагантними. Чоловіки носили тюрбани та циліндричні капелюхи неймовірних розмірів. Руки у нареченого, так само як і у його нареченої, білі та доглянуті. Його вузькі плечі вказують на те, що він не мусив своєю фізичною силою заробляти на хліб. 

## Картина як документ

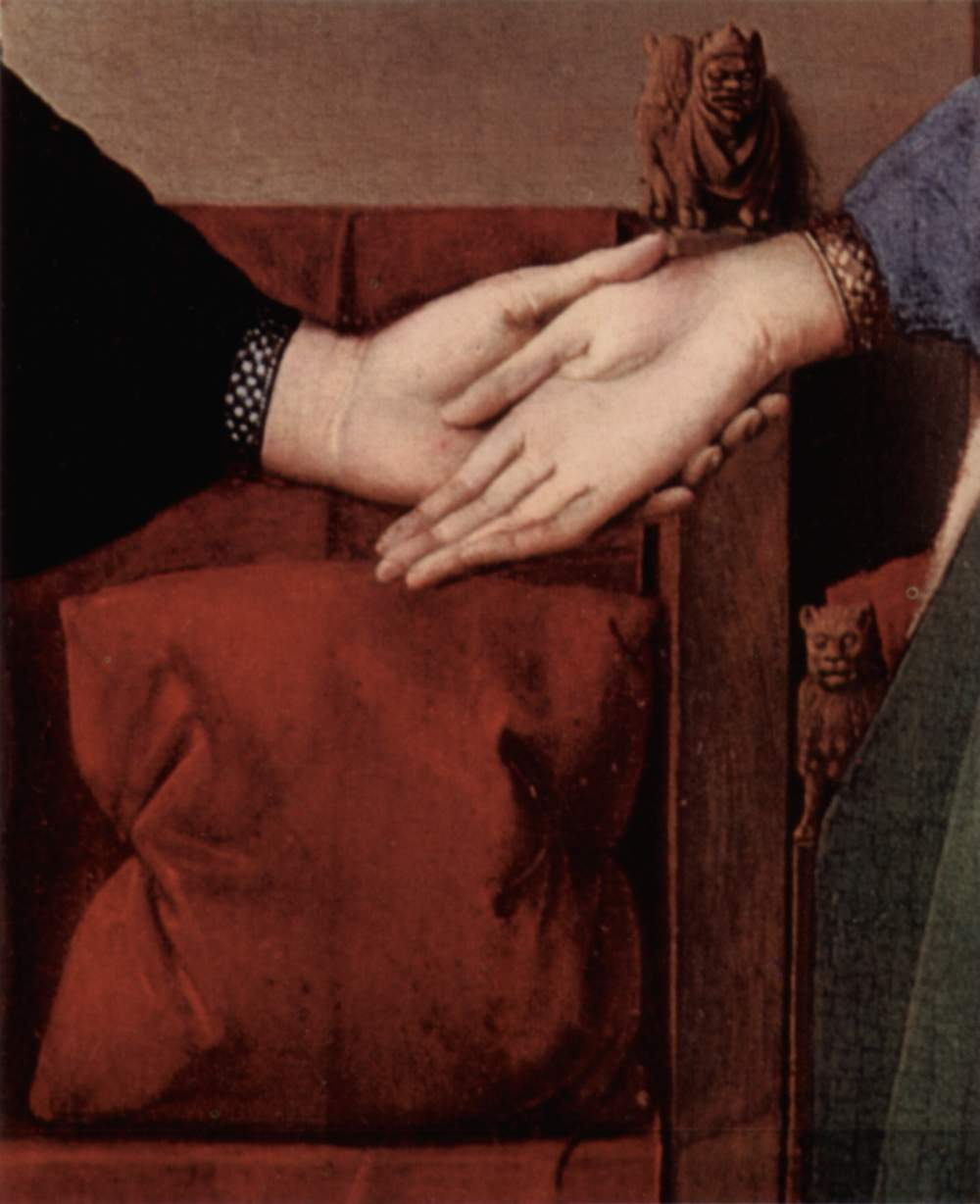
З'єднання рук та слова клятви — свідчення шлюбної церемонії

Картина є візуальним свідченням весільної церемонії, ба більше, вона навіть «функціонує» як шлюбне свідоцтво, оскільки документує присутність художника, тобто свідка церемонії, його підписом на дальній стіні. 

### Шлюб лівої руки
Не виключено, що у випадку Арнольфіні шлюбний контракт був необхідний, оскільки очевидно, що мова йде про так званий «шлюб лівої руки». Наречений тримає лівою рукою руку своєї нареченої, а не правою, як того вимагає звичай. Такі шлюби укладалися між нерівними за соціальним статусом у суспільстві подружжям та практикувалися аж до середини XIX століття. Зазвичай саме жінка походила з нижчої суспільної верстви. Вона повинна була відмовитися від усіх прав на спадок для себе та своїх майбутніх дітей, а натомість отримувала певну суму після смерті чоловіка. Як правило, шлюбний контракт видавався на наступний ранок після весілля, звідси пішла назва шлюбу — морганатичний від слова  морген  (нім. morgen — ранок). 

### Підпис

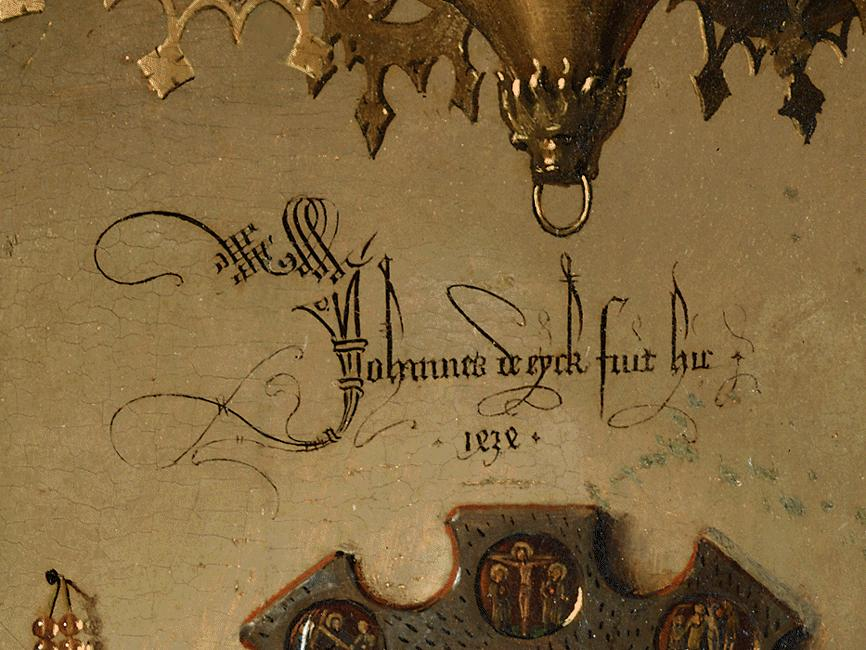
(Johannes de eyck fuit hic 1434) — Ян ван Ейк був тут

Особливе значення для полотна має сигнатура художника, вона розташована не як зазвичай — внизу, а на добре видному місці між люстрою та дзеркалом. Саме формулювання є незвичайним. Замість — «Ян ван Ейк зробив» (лат. Johannes de eyck fecit), тобто написав цей портрет, написано — «Ян ван Ейк був тут» (лат. Johannes de eyck fuit hic 1434). Це формулювання ніби ставить печатку на картину, перетворюючи її на документ. Живописець підписує своє полотно не як автор, а як свідок. Можливо, він зобразив у дзеркалі самого себе, у вигляді фігури в тюрбані та синьому вбранні, що переступає поріг кімнати поруч з другим свідком. Це особливо важливо для церемонії без священика. 
«Використання напису показує зростаючу тенденцію до документації правових угод у письмовій формі, розвиток якої супроводжувався прийняттям римського права. Тому функцію цього напису не слід вважати рівноцінним просто авторському підпису. Він має реальну силу, є свідченням, як і підписання офіційного документа»
В історії мистецтва «Портрет подружжя Арнольфіні» — одна з перших картин, що була підписана самим художником. 

## Символіка
Ван Ейк зображує інтер'єр з дерев'яною підлогою як весільну палату, додавши, завдяки своєму реалістичному зображенню об'єктів у кімнаті, безліч прихованих смислів, і створюючи теологічний та моральний коментар до змальованої ним події. 
| Іл.            | Пояснення |
| -------------- | --- |
| Дзеркало       | На осі симетрії картини знаходиться дзеркало, яке висить на задній стіні кімнати. Десять медальйонів із зображенням Страстей Христових прикрашають його раму. Особливо цікавим є розташування мініатюр, оскільки з боку чоловіка Страсті Христові пов'язані з живими людьми, а з боку жінки — з мерцями. У дзеркалі відбивається художник і ще один свідок (див. вище). Дзеркало в міському інтер'єрі було доволі незвичним за часів ван Ейка, зазвичай замість нього використовувався полірований метал. Пласкі дзеркала були доступні лише вищій аристократії та вважалися справжньою коштовністю. Опуклі дзеркала були доступнішими. Французькою вони називалися «чаклунками», оскільки містичним чином збільшували кут зору спостерігача. У дзеркалі, зображеному на картині, можна побачити балки стелі, друге вікно та дві людські постаті, що входять до кімнати. З погляду теологічної символіки буденне вигнуте дзеркало стає speculum sine macula (дзеркало без вади), що свідчить про непорочність Богородиці та дівочу цноту нареченої, від якої, згідно з тодішніми поглядами на шлюб, очікується, що і в шлюбі вона залишиться настільки ж цнотливою. |
|                | На осі симетрії картини знаходиться дзеркало, яке висить на задній стіні кімнати. Десять медальйонів із зображенням Страстей Христових прикрашають його раму. Особливо цікавим є розташування мініатюр, оскільки з боку чоловіка Страсті Христові пов'язані з живими людьми, а з боку жінки — з мерцями. У дзеркалі відбивається художник і ще один свідок (див. вище). Дзеркало в міському інтер'єрі було доволі незвичним за часів ван Ейка, зазвичай замість нього використовувався полірований метал. Пласкі дзеркала були доступні лише вищій аристократії та вважалися справжньою коштовністю. Опуклі дзеркала були доступнішими. Французькою вони називалися «чаклунками», оскільки містичним чином збільшували кут зору спостерігача. У дзеркалі, зображеному на картині, можна побачити балки стелі, друге вікно та дві людські постаті, що входять до кімнати. З погляду теологічної символіки буденне вигнуте дзеркало стає speculum sine macula (дзеркало без вади), що свідчить про непорочність Богородиці та дівочу цноту нареченої, від якої, згідно з тодішніми поглядами на шлюб, очікується, що і в шлюбі вона залишиться настільки ж цнотливою. |
| Свічка         | Люстра, що висить над головами нареченого та нареченої, зроблена з металу, що є типовим для Фландрії того часу. У ній горить лише свічка над чоловіком, а над жінкою свічка погасла. Цей факт деякі дослідники пояснюють тим, що портрет дружини Арнольфіні ніби був посмертним, мовляв, вона померла при пологах. Ще один варіант символіки: в середньовіччі під час шлюбних процесій попереду несли одну велику палаючу свічку, або ж свічка урочисто передавалася нареченим нареченій. Полум'я свічки, що горить, означало всевидючого Христа — свідка шлюбної спілки. З цієї причини присутність свідків було необов'язковою. За іншою версією, запалені свічки в люстрі — це весільні свічки, які цитують традиційну іконографію Благовіщення. Це підкреслює Богородичний характер живопису. Адресований в першу чергу жінкам, культ діви Марії був суттєвим фактором подружньої моралі в XV столітті. |
|                | Люстра, що висить над головами нареченого та нареченої, зроблена з металу, що є типовим для Фландрії того часу. У ній горить лише свічка над чоловіком, а над жінкою свічка погасла. Цей факт деякі дослідники пояснюють тим, що портрет дружини Арнольфіні ніби був посмертним, мовляв, вона померла при пологах. Ще один варіант символіки: в середньовіччі під час шлюбних процесій попереду несли одну велику палаючу свічку, або ж свічка урочисто передавалася нареченим нареченій. Полум'я свічки, що горить, означало всевидючого Христа — свідка шлюбної спілки. З цієї причини присутність свідків було необов'язковою. За іншою версією, запалені свічки в люстрі — це весільні свічки, які цитують традиційну іконографію Благовіщення. Це підкреслює Богородичний характер живопису. Адресований в першу чергу жінкам, культ діви Марії був суттєвим фактором подружньої моралі в XV столітті. |
| Песик          | Песик, вічний символ відданості, вважався ознакою добробуту, а також символом вірності. На могилах того часу часто зустрічається лев, символ мужності та сили, в ногах у чоловіків та песик в ногах у жінок. Очевидно, подружня вірність очікувалася тільки від жінки. Маленький песик — це предок так званого брюссельського грифона. Тоді ніс грифона ще не мав сучасного скороченого вигляду. |
|                | Песик, вічний символ відданості, вважався ознакою добробуту, а також символом вірності. На могилах того часу часто зустрічається лев, символ мужності та сили, в ногах у чоловіків та песик в ногах у жінок. Очевидно, подружня вірність очікувалася тільки від жінки. Маленький песик — це предок так званого брюссельського грифона. Тоді ніс грифона ще не мав сучасного скороченого вигляду. |
| Взуття         | Наречений зображений босоніж на дерев'яній долівці, його дерев'яні сабо валяються поруч. Ноги нареченої прикриті сукнею, але на задньому плані поруч з ліжком видно другу пару взуття.. Для сучасників ван Ейка сандалі та дерев'яні черевики були алюзією на Старий Заповіт: І сказав Бог: не підходь сюди; Скинь взуття своє з ніг своїх, бо місце, на якому ти стоїш, є земля свята («Вихід», 3:5) Коли наречений та наречена здійснювали шлюбний обряд, для них проста підлога кімнати була своєрідною «святою землею». |
|                | Наречений зображений босоніж на дерев'яній долівці, його дерев'яні сабо валяються поруч. Ноги нареченої прикриті сукнею, але на задньому плані поруч з ліжком видно другу пару взуття.. Для сучасників ван Ейка сандалі та дерев'яні черевики були алюзією на Старий Заповіт: І сказав Бог: не підходь сюди; Скинь взуття своє з ніг своїх, бо місце, на якому ти стоїш, є земля свята («Вихід», 3:5) Коли наречений та наречена здійснювали шлюбний обряд, для них проста підлога кімнати була своєрідною «святою землею». |
| Фрукти         | За однією версією, апельсини, що знаходяться на підвіконні й на табуреті біля вікна, можуть розглядатися як знак родючості. Оскільки мовами багатьох народів Північної Європи апельсин буквально означає «яблуко з Китаю» (напр. нід. Sinaasappel), то вони символізують чистоту та невинність, яка існувала в Едемському саду до гріхопадіння людини. водночас, Панофскі зазначає, що, можливо, апельсини просто свідчать про заможність подружжя. За іншою версією, це яблука. Яблука лежать на підвіконні як натяк на осінь та засторога проти гріховної поведінки. |
|                | За однією версією, апельсини, що знаходяться на підвіконні й на табуреті біля вікна, можуть розглядатися як знак родючості. Оскільки мовами багатьох народів Північної Європи апельсин буквально означає «яблуко з Китаю» (напр. нід. Sinaasappel), то вони символізують чистоту та невинність, яка існувала в Едемському саду до гріхопадіння людини. водночас, Панофскі зазначає, що, можливо, апельсини просто свідчать про заможність подружжя. За іншою версією, це яблука. Яблука лежать на підвіконні як натяк на осінь та засторога проти гріховної поведінки. |
| Вікно та ліжко | Наречений та наречена вбрані в теплий одяг, незважаючи на літо за вікном — про літо свідчать вишні, якими всіяне дерево — однозначний символ побажання плодючості в шлюбі. Червоний альков справа є натяком на «Пісню пісень» та символізує шлюбне ложе. В нідерландському живописі таке ліжко — неодмінний атрибут сцен Благовіщення, Різдва Христового та Різдва Богородиці, що знову нагадує про зв'язок цієї картини з богородичним культом. Розташування фігур передбачає визначені ролі в подружжі — жінка стоїть біля ліжка, в глибині кімнати, символізуючи таким чином роль хранительки родинного вогнища, тоді як чоловік стоїть біля відчиненого вікна, що символізує приналежність до зовнішнього світу. Джованні дивиться прямо на спостерігача, а його дружина смиренно схилила голову в його бік. |
|                | Наречений та наречена вбрані в теплий одяг, незважаючи на літо за вікном — про літо свідчать вишні, якими всіяне дерево — однозначний символ побажання плодючості в шлюбі. Червоний альков справа є натяком на «Пісню пісень» та символізує шлюбне ложе. В нідерландському живописі таке ліжко — неодмінний атрибут сцен Благовіщення, Різдва Христового та Різдва Богородиці, що знову нагадує про зв'язок цієї картини з богородичним культом. Розташування фігур передбачає визначені ролі в подружжі — жінка стоїть біля ліжка, в глибині кімнати, символізуючи таким чином роль хранительки родинного вогнища, тоді як чоловік стоїть біля відчиненого вікна, що символізує приналежність до зовнішнього світу. Джованні дивиться прямо на спостерігача, а його дружина смиренно схилила голову в його бік. |
| Спинка ліжка   | Під люстрою з правого боку знаходиться дерев'яна фігура святої Маргарити, що вбиває дракона. Вона вважається покровителькою породілль. Фігурка закріплена на спинці стільця, що стоїть біля подружнього ложа. Можливо, це ще один доказ вагітності жінки. Водночас, можливо, це фігурка святої Марфи, покровительки домогосподарок — поряд з нею висить віник. За іншим тлумаченням — це зовсім не віник, а різки. Вони є своєрідним етимологічним каламбуром на латинське слово virga (діва), що служить для підкреслення мотиву дівочої цноти. У народній традиції він пов'язується зі «стрижнем життя», символом родючості, сили та здоров'я, яким під час весільних обрядів нареченого ритуально шмагали, щоб забезпечити пару благословенням на велику кількість дітей. |
|                | Під люстрою з правого боку знаходиться дерев'яна фігура святої Маргарити, що вбиває дракона. Вона вважається покровителькою породілль. Фігурка закріплена на спинці стільця, що стоїть біля подружнього ложа. Можливо, це ще один доказ вагітності жінки. Водночас, можливо, це фігурка святої Марфи, покровительки домогосподарок — поряд з нею висить віник. За іншим тлумаченням — це зовсім не віник, а різки. Вони є своєрідним етимологічним каламбуром на латинське слово virga (діва), що служить для підкреслення мотиву дівочої цноти. У народній традиції він пов'язується зі «стрижнем життя», символом родючості, сили та здоров'я, яким під час весільних обрядів нареченого ритуально шмагали, щоб забезпечити пару благословенням на велику кількість дітей. |

## Провенанс
Нижче наведено історію володіння цим полотном, його походження:
- 1434 — цим роком сам ван Ейк датував полотно.
- до 1516 — власником картини був Дон Дієго де Гевара, іспанський придворний. Він прожив більшу частину життя в Нідерландах та міг бути знайомим з Арнольфіні. В 1516 році він подарував портрет Маргариті Австрійській, штатгальтеру Іспанських Нідерландів.
- 1516 — запис про полотно з'являється в інвентарній книзі картин, що належать Маргариті під час перебування її в Мехелені.
- 1523 — 1524 — повторний запис в інвентарній книзі.
- 1530 — полотно успадкувала племінниця Маргарити Марія Австрійська, яка 1556 року переїхала до Іспанії.
- 1558 — запис в інвентарній книзі. Філіп II успадкував полотно після смерті Марії Угорської. Картина, що зображає двох його дочок, копіює пози фігур на портреті ван Ейка.
- 1599 — Якоб Келвіц з Лейпцига бачив картину в палаці Алькасар в Мадриді. На рамі був напис з Овідія (лат. Promittas facito, quid enim promittere laedit? Pollicitis diues quilibet esse potest). Ймовірно, це полотно було відоме Дієго Веласкесові, воно могло вплинути на його картину «Меніни».
- 1700 — запис в інвентарній книзі після смерті Карла II: картина була все ще в палаці, з віконницями та цитатою з Овідія.
- 1794 — картина в Паласо Нуево в Мадриді.
- 1816 — полотно в Лондоні, власник полковник Джеймс Гей. За його твердженням він був поранений в битві при Ватерлоо, а в Брюсселі, де він одужував після поранення, полотно висіло в його кімнаті. Він буквально закохався в нього й умовив власника продати йому картину.
- 1828 — Джеймс Гей віддав полотно другові, після чого не бачив ні картину, ні друга протягом 13 років, до тих пір поки полотно не включено з його дозволу в експозицію.
- 1841 — полотно знову включено до експозиції.
- 1842 — картина куплена щойно заснованою Лондонською національною галереєю за 600 фунтів.

## Цитата
Під час роботи над фільмом я пускаю в хід все те, що мене оточує. цей прийом можна уподібнити тому, який використав ван Ейк на портреті подружжя Арнольфіні з дзеркалом за їхньою спиною. Над дзеркалом написано щось на кшталт «Тут був я». Художники тієї епохи хотіли, щоб їхні глядачі відчували себе буквально всередині їхніх полотен.